# Бобрувка
Бобрувка (чеш. Bobrůvka) или Лоучка (чеш. Loučka) — река в Чехии, правый приток Свратки, протекает по территории Высочины и Южноморавского края.
Общая протяжённость реки составляет 60,1 км, площадь водосборного бассейна 389,9 км².